# Episparis varialis
Episparis varialis är en fjärilsart som beskrevs av Walker 1858. Episparis varialis ingår i släktet Episparis och familjen nattflyn. Inga underarter finns listade i Catalogue of Life.